# NGC 5285
NGC 5285 је елиптична галаксија у сазвежђу Девица која се налази на NGC листи објеката дубоког неба.
Деклинација објекта је + 2° 6' 38" а ректасцензија 13h 44m 25,7s. Привидна величина (магнитуда) објекта NGC 5285 износи 14,2 а фотографска магнитуда 15,2. NGC 5285 је још познат и под ознакама CGCG 17-65, NPM1G +02.0351, PGC 48688.